# Ladik (lago)

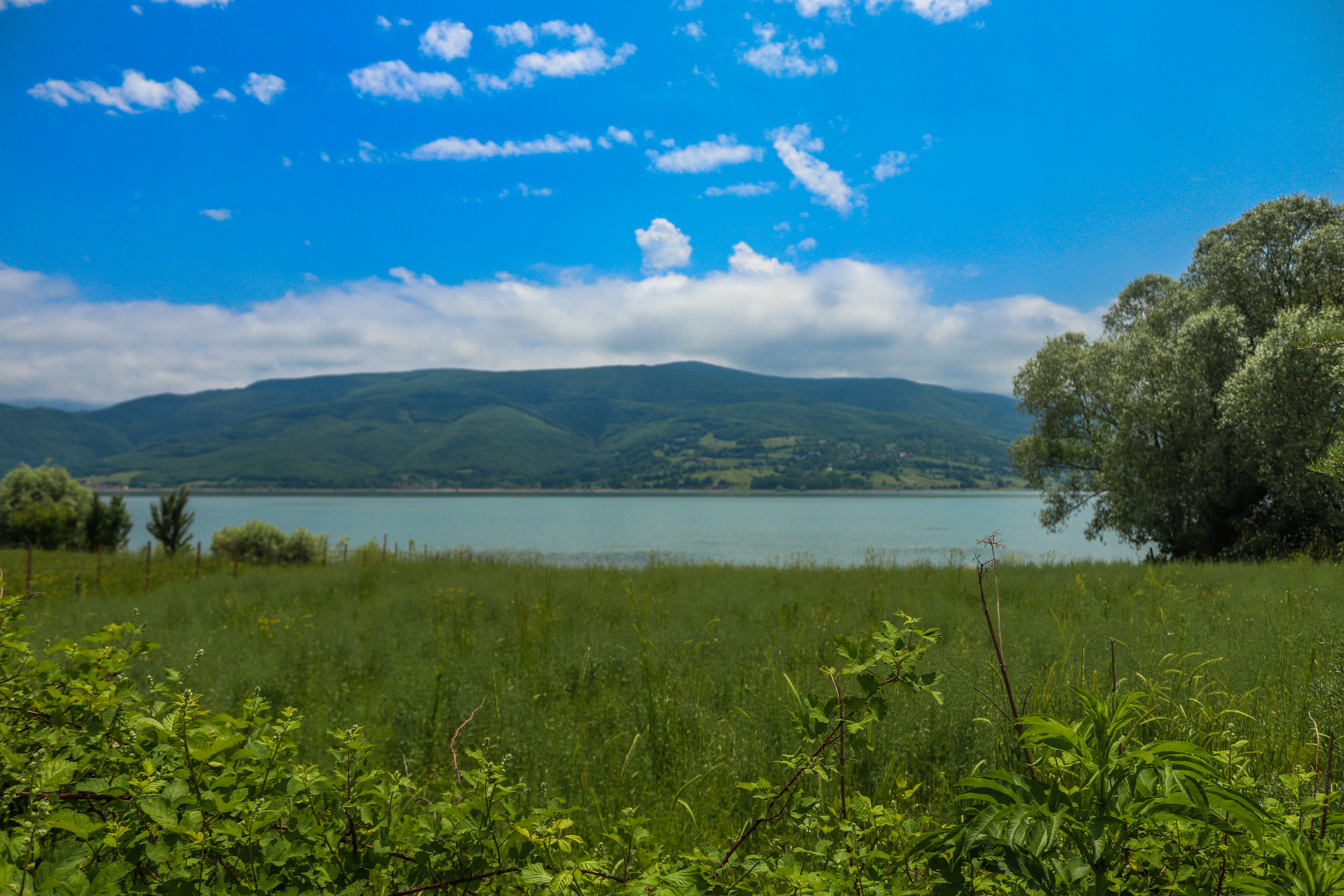
Vista del lago Ladik

El lago Ladik (en turco: Ladik Gölü; en griego: Στιφάνη Λίμνη, romanización del griego: Stifáni Límni) es un lago en la provincia de Samsun, situado en la Turquía asiática. La ciudad de Ladik se encuentra a 6 km al oeste del lago Ladik. 
Antiguamente se le llamaba Stifane, y se encontraba en la parte noroccidental del Antiguo Ponto, en el distrito llamado Fazemonitis.  Según Estrabón, el lago era abundante en peces, y en sus orillas había excelentes pastos.
La orilla sur del lago Ladik fue el epicentro del Terremoto de Anatolia del Norte de 1668, que tuvo una magnitud de 8,0 en la escala de magnitud de momento y que es el terremoto más grande registrado en Turquía.
Su nombre moderno es Boğazköy Gölü.